# Maquinària agrícola

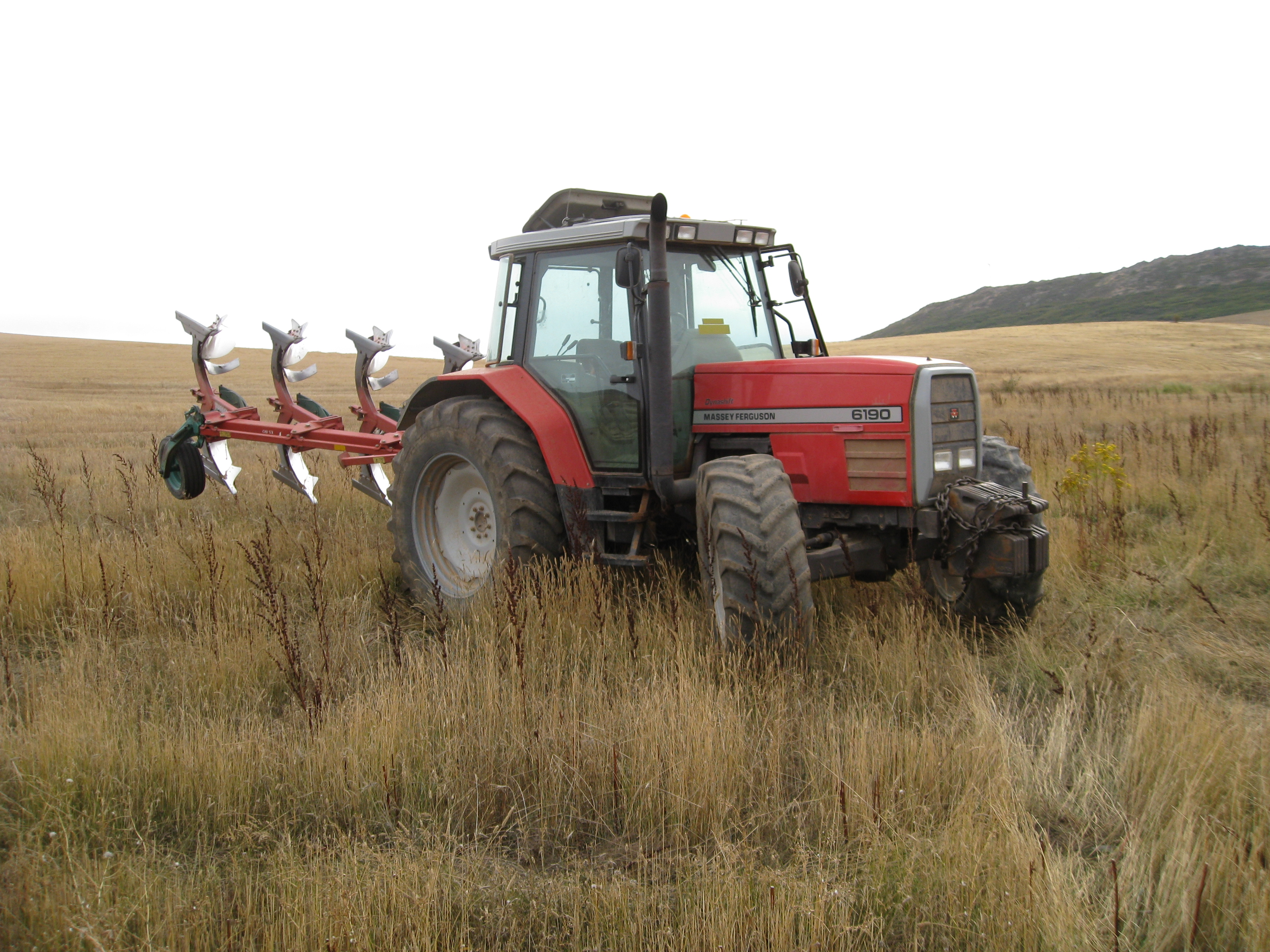
Tractor MF6190 amb arada.

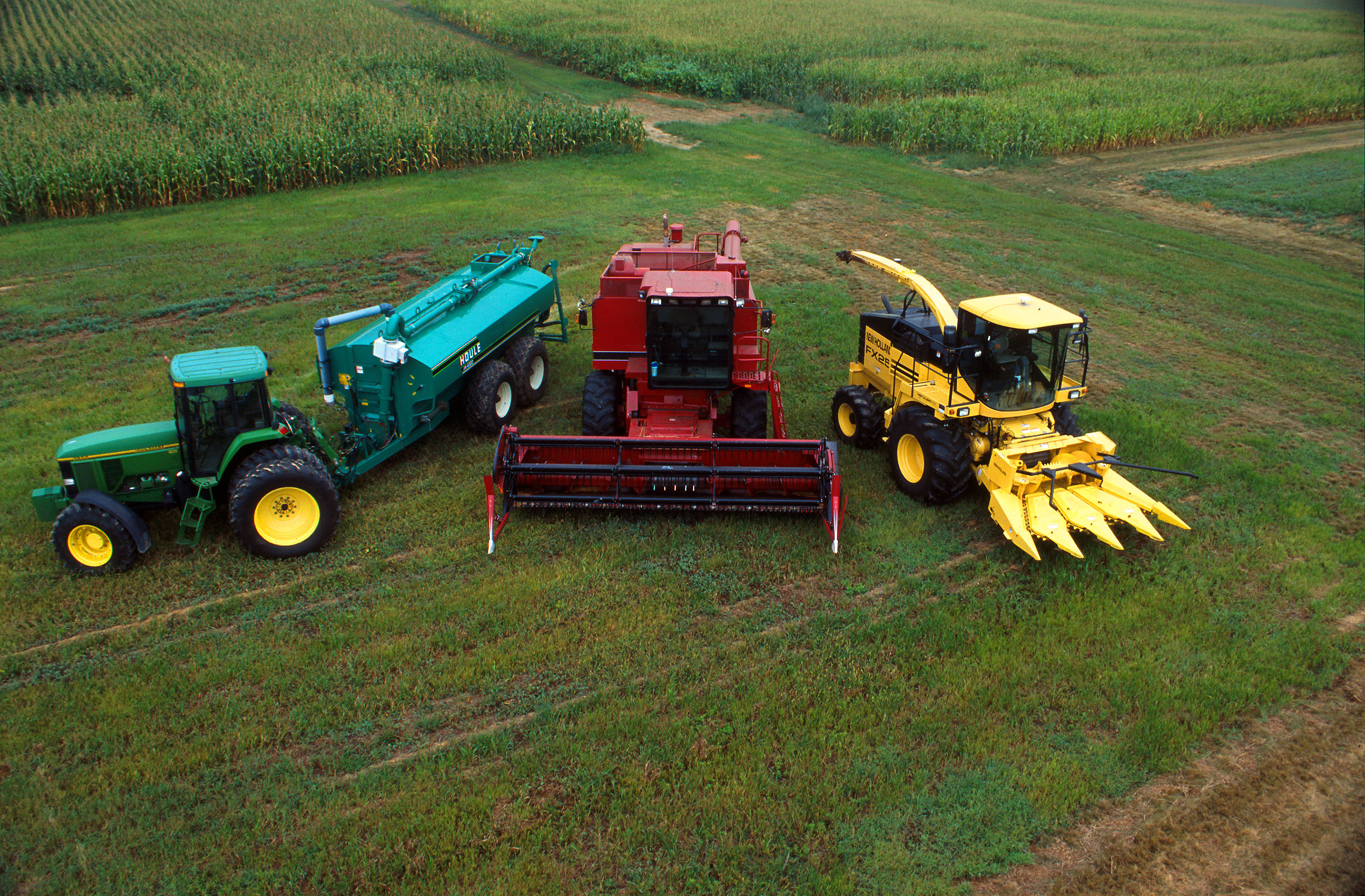
Màquines agrícoles.

La maquinària agrícola són els aparells construíts per portar a terme una o més feines agrícoles Poden ser automotrius com la collitadora combinada o bé ser arrossegats per tractors com l'arada o restar en un lloc fix com el dessecador.
Al llarg dels segles hi ha hagut una evolució de la maquinària agrícola molt més accelerada des de l'adveniment de la Revolució Industrial les fonts energètiques amb la que s'han accionat les màquines agrícoles han passat de la força humana i animal als combustibles fòssils, amb motors accionats pel carbó, petroli i gasolina i gasoli i a l'electricitat (aquesta de manera minoritària). El primer tractor amb motor de combustió interna aparegué als Estats Units l'any 1897 fabricat per la companyia Hart i Parr però no es presentà en públic fins a l'any 1907. A Espanya durant la dècada de 1940 el percentatge de la tracció animal es va incrementar a conseqüència de la guerra civil espanyola i representava un 94,7% de les disponibilitats energètiques en l'agricultura.
En la mecanització agrària els Estats Units i el Regne Unit van ser els pioners mundials El 1837 John Deere i Leonard Andrus començaren a fabricar les primeres arades d'acer. Del 1868 són els primers tractors (a vapor) als Estats Units Amb el pas del temps a nivell mundial s'ha reduït la intensitat de les llaurades per l'efecte de l'aplicació de les tècniques de mínim conreu o sembra directa que es van popularitzar a partir de la dècada de 1970 i l'ús d'herbicides que substitueixen en part a les llaurades.
En algunes regions del tercer món, molt endarrerides econòmicament, no resulta pràctica la mecanització de l'agricultura, ja que la tracció animal té avantatges sobre la motoritzada en no disposar de recanvis a les màquines ni suficients ingressos per comprar combustibles fòssils.

## Alguns tipus de màquines agrícoles

### Màquines per treballar el sòl

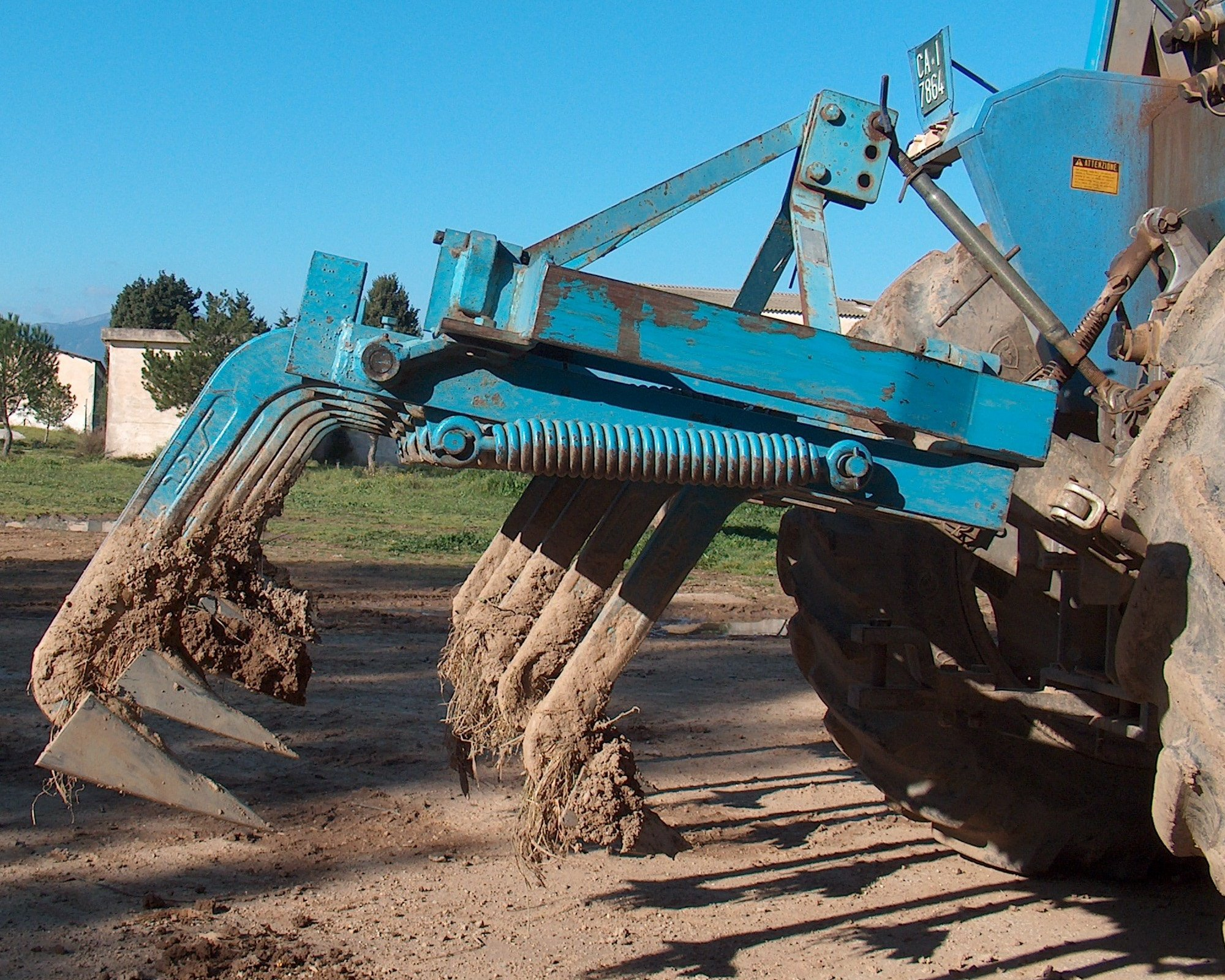
Vista lateral d'un extirpador.

- Arada
- Arada rompedora
- Rampinadora
- Rascle i Extirpadora
- Corró de discs
- Compactadora
- Escarificadora
- Motocultor

### Màquina per distribuir productes

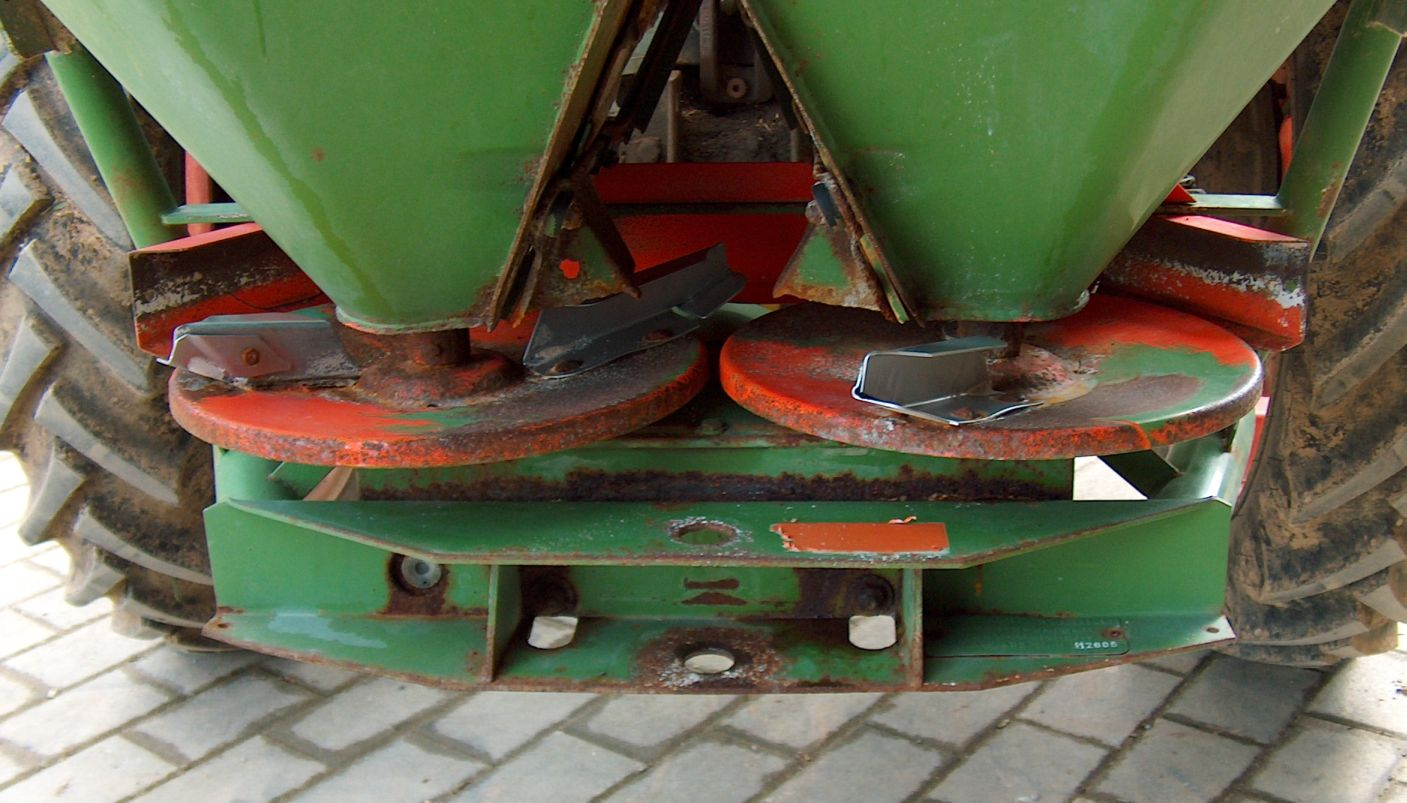
Escampador d'adobs químics

- Adobadora centrífuga
- Remolc escampafems
- Empolsadora
- Motor de reg
- Polvoritzadora
- Fertilitzadora

### Màquines per la sembra i trasplantament

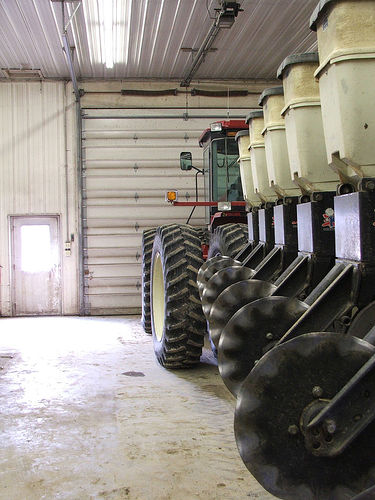
Una sembradora

- Sembradora
- Trasplantadora

### Màquina per la collita de productes
- Dalladora
- Dalladora lligadora
- Màquina veremadora
- Recol·lectora de patates
- Arrengladora de fenc
- Espolsador d'arbres
- Embaladora i Rotoembaladora
- Pala carregadora
- Plataforma de collita

### Màquines pel tractament dels productes
- Batedora
- Desmotadora de cotó
- Esclofolladora
- Recollidora-embaladora
- Trinxadora de farratge
- Assecador
- Molí
- Molí d'oli
- Rotocultor
- Trinxadora de sarments
- Desfulladora
- Fumigadora
- Polvoritzador

### Màquines per al transport dels productes
- Tractor
- Remolc
- Cargol

### Màquines per la distribució dels pinsos i farratges
- Carro mesclador

### Arreus i equips i màquines secundàries

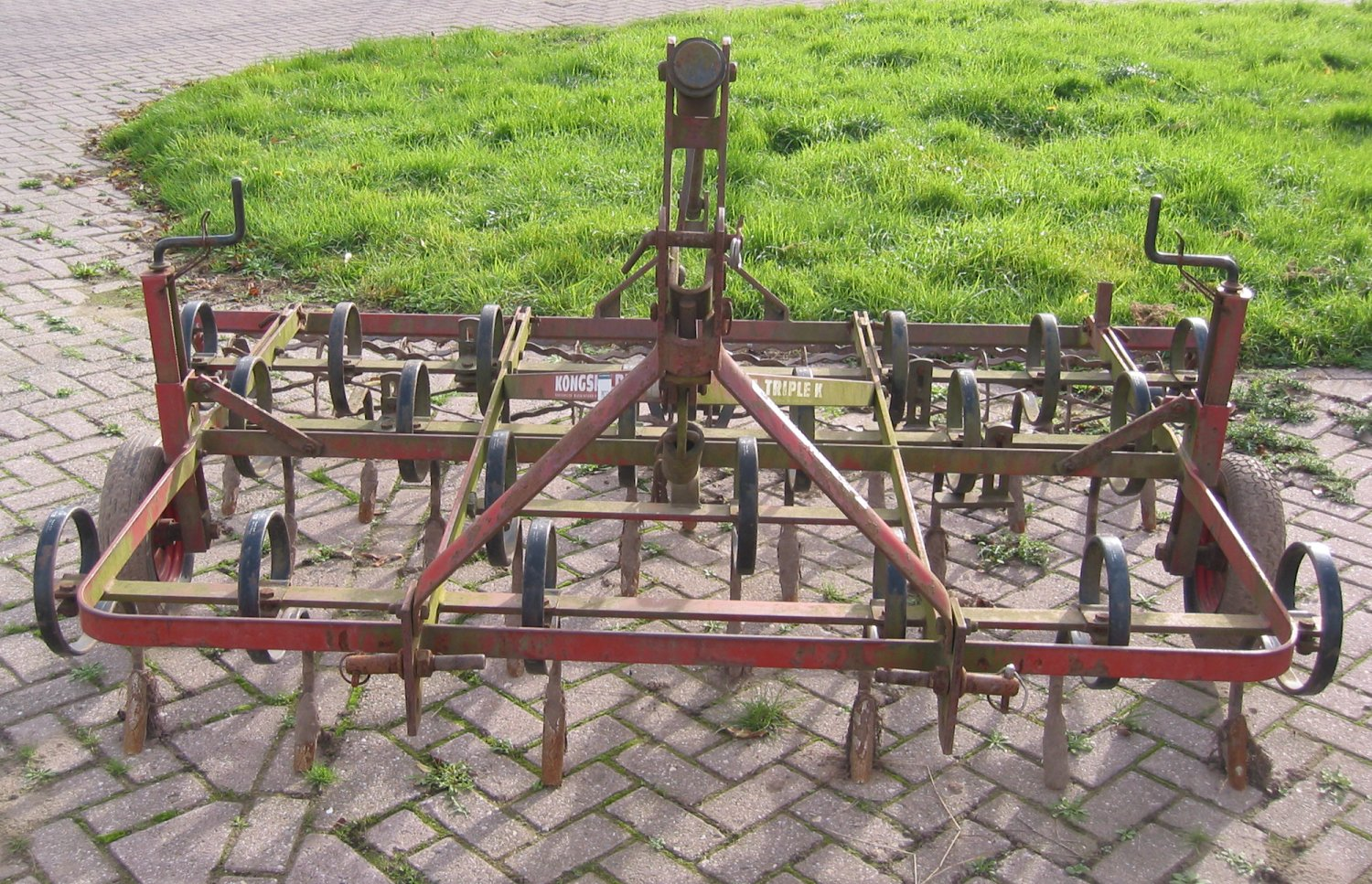
Exemple de grada.

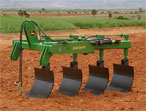
Arada agrícola de pala.

Els arreus o ormeigs agrícoles són aquells equips que s'utilitzen per a realitzar moltes feines, aquests equips s'acoblen o desacoblen especialment als tractors. Entre els ormeigs més freqüents es troben:
- Desbrossadora
- Conreadora
- Tisores d'esporgar
- Arada de cisell
- Grada
- Rotocultor
- Subsolador
- Arada de pala
- Vibrocultivador altrament dita conreadora danesa

## Arreus i màquines agrícoles antigues
- Ventadora
- Aixada
- Dalla
- Falç
- Tragella